# Meldola
Meldola est une commune italienne de la province de Forlì-Cesena dans la région Émilie-Romagne en Italie.

## Géographie
Situé aux pieds des collines sur un terrain fluvial à la confluence des rivières Bidente pour constituer le Ronco, à 14 km de  Forlì, au croisement de la route provinciale SS310 qui monte le long de la vallée du Bidente jusqu’au barrage de Ridracoli  et transversale de Predappio (11 km) à Bertinoro (17 km).

## Histoire
Durant l’époque romaine le territoire de Meldola était traversé par un aqueduc, encore existant dans le sous-sol du pays, destiné à approvisionner le port militaire de Classe (Ravenne) à environ 40 km. Des restes de villas rustiques romaines sont encore visibles dans la zone de Ca Gaiani et d’autres points du territoire.
Aux Ve et VIe siècles, une grande villa fortifiée de l’époque de Théodoric Ier fut construite et décorée de mosaïques polychromes, malheureusement ensevelie par un glissement de terrain après avoir été détruite par un incendie.
À l'époque des Lombards, l'abbaye de Bobbio fonda un monastère dédié à San Colombano, nom d’un hameau de Meldola.
Vers l’an 1000, apparaît pour la première fois le nom de « Mendola », période ou fut construit le château qui dominait le bourg. 
Le centre urbain passa aux Malatesta de Cesena et fut possession de la famille Aldobrandini et des Doria Landi Pamphili. Il connut un certain développement pour le marché de la soie qui resta actif jusqu’au début du XXe siècle.
Meldola connut successivement l’abolition  de la féodalité avec l’arrivée de Napoléon, le retour aux États pontificaux en 1815 et ensuite, l’annexion au royaume d'Italie (1805-1814). Le 7 septembre 1862, Meldola prit le statut de commune.
Le développement économique porta sur la construction d’un petit théâtre d’opéra et la création de la ligne de chemin de fer à voie étroite qui la reliait à Ravenne et supprimée dans les années 1920. Fut chef-lieu de la circonscription administrative et siège du tribunal local et de la prison. L'hôpital civil crée au XVIe siècle eut un nouveau siège en 1970 et une restructuration en 2007 avec un centre de recherche sur le cancer (IRST).

## Monuments et lieux d’intérêt
- La Rocca di Meldola[2], s’élève sur un éperon rocheux au-dessus du bourg. Remontant probablement à l’an 1000, la Rocca a été sous la domination des Montefeltro, puis des Ordelaffi et des Malatesta, puis de rempart militaire fut transformée en résidence privée par  Leonello Pio da Carpi. Objet, aujourd’hui d’une lente restauration.

- La forêt de Scardavilla, réserve naturelle protégée de grand intérêt, ancien territoire d’un monastère dont quelques édifices sont encore existants, comme l’église du XVIIIe siècle.

- Le château médiéval de Castelnuovo de Meldola, se trouve sur une hauteur à la confluence du torrent Voltre avec le fleuve Bidente. Aujourd’hui, il ne reste que des ruines de la Pieve (circonscription territoriale et religieuse), de fortifications et de maisons délabrées.

- La Rocca delle Caminate[3], est un bastion défensif du hameau (ou frazione) du même nom, située à quelques kilomètres de la commune de Meldola. Édifié sur les cendres d’un précédent avant-poste militaire et devint en 1929 la résidence officielle du dictateur Benito Mussolini.

- Le château du hameau de Teodorano, hors de Meldola, un exemple classique du bourg fortifié doté d’imposantes et solides murailles qui protègent l’église et la place du petit. De la construction d’origine (XVIe siècle) il ne reste que la tour civique et une partie des murs. Murs rendus inoffensifs par les hommes de César Borgia et pratiquement anéantis après les bombardements de la Seconde Guerre mondiale.

- Chiesa della Madonna del Sasso; est une belle église antique de Meldola qui remonte à 1523 affectée au culte de la confraternité des Gonfalone. En 1616 la princesse Olimpia Aldobrandini y fit édifier deux chapelles latérales. Aujourd’hui, le siège du musée de l’écologie.

- Musée du cocon de soie, dans la via Roma 3/A, dédié au tisseur de Meldola Ciro Ronchi, pour rappeler la tradition de l’élevage du bombyx du mûrier, une activité qui n’est plus pratiquée dans la zone mais qui rendit célèbre la commune pendant trois siècles, comme un des centres les plus importants d’Italie pour la production de la soie, dont une variété porte le nom de la cité.

- Chiesa di S. Cosimo; certainement l’église la plus belle au point de vue historique et artistique de la cité.

- Chiesa di San Nicolò de 1180, décorée de la Beata Vergine del Popolo, Patronne de la cité.

- Chiesa di San Colombano de 1700, dans le hameau du même nom, bâtie par les moines de Boddio sur les restes d’un antique monastère lombard dédié au saint missionnaire irlandais Colomban de Luxeuil[4]

- Loggiato Aldobrandini, intéressant exemple de loge de la Renaissance à deux étages, élevée sur la place dédiée à Felice Orsini.

- Il ponte dei Veneziani, (le pont de vénitiens) à 5 arcades, des années 1500 ; a perdu son aspect original lors de son bombardement de la seconde guerre mondiale. Partiellement restauré avec élargissement de la chaussée et renforcement en béton armé.

- Le théâtre G. A. Dragoni, édifié début du XIXe siècle, avec 400 places, c’est un joyau architectonique et musical avec un intéressant répertoire régional [5].

## Administration
| Période                                  | Période  | Identité         | Étiquette     | Qualité |
| ---------------------------------------- | -------- | ---------------- | ------------- | ------- |
| 06/06/2009                               | En cours | Gianluca Zattini | centre gauche |         |
| Les données manquantes sont à compléter. |          |                  |               |         |

### Hameaux
S.Colombano, Ricò-Gualdo, Teodorano, Piandispino-Valdinoce, Vitignano

### Communes limitrophes
Bertinoro, Césène, Civitella di Romagna, Forlì, Predappio

## Population

### Évolution de la population en janvier de chaque année
| 1861  | 1901  | 1921   | 1951   | 1961  | 1971  | 1981  | 1991  | 2001  |
| ----- | ----- | ------ | ------ | ----- | ----- | ----- | ----- | ----- |
| 7 430 | 9 312 | 10 131 | 11 261 | 9 858 | 8 892 | 9 122 | 9 057 | 9 377 |

| 2011   | - | - | - | - | - | - | - | - |
| ------ | - | - | - | - | - | - | - | - |
| 10 193 | - | - | - | - | - | - | - | - |

### Ethnies et minorités étrangères
Selon les données de l’Institut national de statistique (ISTAT) au 1er janvier 2011 la population étrangère résidente était de 1272 personnes.
Les nationalités majoritairement représentatives étaient :
| Pos. | Pays     | Population |
| ---- | -------- | ---------- |
| 1    | Albanie  | 290        |
| 2    | Roumanie | 187        |
| 3    | Maroc    | 176        |
| 4    | Sénégal  | 139        |

## Culture
(novembre 2015).

### Personnalités lièes à Meldola
- Alberto Zaccheroni entraîneur de football ;
- Antonio Carini, partisan ;
- Antonio Montanari, ministre de l’État pontifical, sénateur du royaume d’Italie, professeur à l’université de Bologne ;
- Bartolomeo Mastri, franciscain (1602-1673), un des plus importants philosophes de son siècle ;
- Bruna Lelli, chanteuse ;
- Camillo Brunori médecin et poète ;
- Felice Orsini, patriote du Risorgimento, termina sa vie à Paris ; condamné pour tentative d’attentat sur Napoléon III ;
- G. A. Dragoni, musicien de la fin du XVIe siècle ;
- Giacomo Zaccaria, historien, natif de Ricò ;
- Gian Luca Zattini, maire de la ville ;
- Hesperia, actrice et diva du début du cinéma muet ;
- Leopoldo Pantieri, partisan, né à Teodorano ;
- Marcantonio Mambelli, littéraire et jésuite.

## Jumelage
- Wolfhagen (Allemagne) depuis le 26 août 2008[6]

## Économie
La configuration du territoire rend particulièrement rentable l’agriculture tournée vers les fruitiers, betterave et vignes. 
Développement important de la moyenne entreprise tournée vers le tissage et l’ameublement.